# Lucio Ragonio Quinziano
Lucio Ragonio Quinziano (latino: Lucius Ragonius Quintianus; fl. 289) è stato un politico romano, console del 289.
Ragonio Venusto, console del 240, fu probabilmente suo nonno; membri successivi della famiglia furono Ragonio Vincenzo Celso, vir clarissimus e prefetto dell'annona del 389, e Lucio Ragonio Venusto, pontifex Vestalis maior nel 390.